# YIFY
YIFY TorrentsまたはYTSは、P2P型のリリースグループであり、BitTorrentを通じて多数の映画を無料で配布していたことで知られている。YIFYのリリースはファイルサイズが小さいことが特徴であり、多くのダウンローダーを引き付けた。
オリジナルのYIFY/YTS ウェブサイトは2015年にモーション・ピクチャー・アソシエーション（MPA）によって閉鎖された。しかしながら、YIFY/YTSブランドを模倣した多数のウェブサイトが現在でも多くのトラフィックを集めている。「YIFY」という名称は創設者であるイフタフ・スウェリの名前に由来する。彼はニュージーランド オークランド出身の大学生（後にモバイルアプリケーション開発者、ウェブ開発者、アーチェリーのチャンピオン）であった。

## 歴史
YIFY Torrentsは、2010年にイフタフ・スウェリがワイカト大学で計算機科学を学んでいた際に設立された。
2011年8月には、YIFYブランドのトラフィックが増加し、公式YIFY Torrentsウェブサイトが立ち上げられたが、最終的にはイギリス当局によってブロックされた。この規制を回避するため、バックアップサイトyify-torrents.imがユーザー向けに開設された。
YIFYという名称はさらに注目を集め、2013年には「YIFY」がKickassTorrentsで最も検索された語句となり、「yify 720p」「yify 2013」「yify 1080p」などの関連語句も同様に人気を博した。この人気は2015年まで続き、同年もBitTorrentウェブサイトにおいて最も検索された語句となった。
2014年1月、イフタフはエンコードおよびアップロードからの引退を表明し、自身の人生に「変化の時が来た」と述べた。ウェブサイトはYTSにブランドを変更し、yts.reという新たなドメイン名に移行した。「YTS」は「YIFY Torrent Solutions」の略である。
運営は既存のスタッフチームに引き継がれ、エンコード業務は「OTTO」と呼ばれるエンティティに委託され、以後のエンコードとアップロードを担った。
yts.reはイギリスを拠点とする企業を所有しており、2015年2月5日に正式に登記された。イフタフは同社の「プログラマ」としての役割を担っていたが、2016年2月に企業は正式に解散した。
2015年2月にはトラフィックの増加に対応するため、フロントエンドおよびバックエンドの全面的な改修が行われた。
しかし、2015年3月にはFRNICレジストリの法的圧力によりドメインが停止され、同年3月20日までに新たなドメインyts.toへと移行された。
2015年10月、YIFYのウェブサイトは突然停止し、スタッフや関係者からの発表もなく、新たなYIFYリリースも行われなかった。そして2015年10月30日、YIFY/YTSが永久に閉鎖されたことが確認された。
この閉鎖はモーション・ピクチャー・アソシエーション（MPAA）による訴訟が原因であった。
MPAAは、YIFYの運営者に対し「大規模な著作権侵害を助長し奨励した」として数百万ドル規模の訴訟を起こした。このニュースは一部では驚きをもって受け止められ、New Zealand Screen Associationの広報担当者は、同サイトが他の類似サイト同様に東ヨーロッパから運営されているものと想定していたという。
スウェリは1か月後に訴訟を和解で解決し、秘密保持契約に署名した。
イフタフは一切の抵抗をせず、当局の対応に協力した。2016年にはr/IAmAにおいて、彼は「戦うつもりは最初からなかった」と述べ、「誰かが正式にやめてくれと言ったときには、やめるのが当然だとずっと思っていた」と自らの姿勢を説明している。